# پیلسن (کانزاس)
پیلسن (به انگلیسی: Pilsen) یک منطقهٔ مسکونی در ایالات متحده آمریکا است که در شهرستان ماریون، کانزاس واقع شده‌است. پیلسن ۴۳۷٫۰۹ متر بالاتر از سطح دریا واقع شده‌است.